# Хустопече на Бечви
Хустопече на Бечви (чеш. Hustopeče nad Bečvou) је насељено мјесто са административним статусом варошице (чеш. městys) у округу Преров, у Оломоуцком крају, Чешка Република.

## Становништво
Према подацима о броју становника из 2014. године насеље је имало 1.737 становника.